# Анджей Щитко
Анджей Щитко (9 жовтня 1955, Граєво — 11 червня 2021) — польський актор, театральний режисер, професор театрального мистецтва.

## Біографія
Анджей Щитко закінчив Державну академію кіно, телебачення й театру ім. Л.Шіллера в Лодзі у 1978 р. та Гудменівську школу драми в Університеті Де Поля 1980 року. З 1990 року працює викладачем, з 2000 року професор театрального мистецтва. Працював актором з такими відомими режисерами, як М.Грабовський, Г.Мрувчинський, К.Люпа. 
Створив понад 100 ролей на сценах Драматичного театру ім. О.Венгерка в Бялистоку (1978-80), де зіграв також Юду у виставі «Прощай, Юдо», Польського театру в Щецині (1980), Сучасного театру в Щецині (1981-1983), Любуського театру ім. Л.Кручковського в Зеленій Гурі /1993-95/, Польського театру в Познані (1983-2000), Нового театру ім. К.Деймка в Лодзі (2009-2012).  Він був художній директором Польського театру в Нью-Йорку (1991-93) і Польського театру в Познані (1998-2000).
Дебютував у кіно 1986 року. Виступав на радіо як читець, а також як співавтор циклу передач («Радіо-Меркурі», Познань). Є режисером вистав, серед яких в Харківському академічному драматичному театрі ім. Т. Г. Шевченка: «Прощай, Юдо» І. Ірединського /2013/, «Антигона в Нью-Йорку» Януша Гловацького /переклад з польської Олекса́ндр Ірване́ць, 2014/, «Картотека» Тадеуша Рожевича /2017/. 
Нагороджений медаллю Міністерства культури і національної спадщини Польщі «Заслужений діяч культури Польщі» (2012) і срібна медаль «За заслуги в культурі Gloria Artis» (2017). Лауреат премії ім. Станіслава І. Віткевича (2016), надані Міжнародним Інститутом Театру, нагороди імені Лукаша Хоровского (2019) «за познанський стиль роботи в ім'я зміцнення зв'язків між Польщею та Україною».